# World Athletics Relays 2021 – 4×200 meter vrouwen
De 4×200 meter vrouwen op de World Athletics Relays 2021 vond plaats op 2 mei in het Śląskistadion van Chorzów.

## Records
Voorafgaand aan het toernooi waren dit het wereldrecord en het kampioenschapsrecord:
| Wereldrecord                        | Marion Jones, Nanceen Perry, Latasha Colander, Latasha Jenkins         | 1:27,46 | Philadelphia (Pennsylvania) | 29 april 2000   |
| Kampioenschapsrecord                | Jura Levy, Shericka Jackson, Sashalee Forbes, Elaine Thompson          | 1:29,04 | Nassau                      | 22 april 2017   |
| Wereldleiding                       | Javianne Oliver, Kortnei Johnson, Dezerea Bryant,Sha'Carri Richardson  | 1:31,19 | Prairie View                | 27 maart 2021   |
| Afrikaans record                    | Blessing Okagbare, Regina George, Dominique Duncan, Christy Udoh       | 1:30,52 | Nassau                      | 2 mei 2015      |
| Aziatisch record                    | Liang Xiaojing, Wei Yongli, Kong Lingwei, Ge Manqi                     | 1:32,76 | Yokohama                    | 12 mei 2019     |
| Noord, centraal en caribisch record | Marion Jones, Nanceen Perry, Latasha Colander, Latasha Jenkins         | 1:27,46 | Philadelphia (Pennsylvania) | 29 april 2000   |
| Zuid-Amerikaans record              | Virginia Villalba, Anahí Suárez, Marizol Landázuri,Ángela Tenorio      | 1:35,91 | Nassau                      | 12 mei 2019     |
| Europees record                     | Marlies Göhr, Romy Schneider-Müller, Bärbel Eckert-Wöckel, Marita Koch | 1:28,15 | Jena                        | 9 augustus 1980 |
| Oceanisch record                    | Raelene Boyle, Sue Jowett, Denise Robertson,Barbara Wilson             | 1:32,60 | Brisbane                    | 25 januari 1976 |

## Resultaten

### Finale[1]
| Rang   | Baan | Land | Atleten                                                                   | Tijd    | Bijz. |
| ------ | ---- | ---- | ------------------------------------------------------------------------- | ------- | ----- |
| Goud   | 6    | POL  | Paulina Guzowska, Kamila Ciba, Klaudia Adamek, Marlena Gola               | 1:34,98 | NR    |
| Zilver | 4    | IRL  | Aoife Lynch, Kate Doherty, Sarah Quinn, Sophie Becker                     | 1:35,93 | NR    |
| Brons  | 2    | ECU  | Ángela Tenorio, Virginia Villalba, Marizol Landázuri, Anahí Suárez        | 1:36,86 | SB    |
| 4      | 5    | DEN  | Louise Østergaard, Emma Beiter Bomme, Mathilde Kramer, Mette Graversgaard | 1:37,80 | NR    |
| 5      | 3    | KEN  | Joan Cherono, Doreen Waka, Monica Safania, Maximila Imali                 | 1:38,26 | NR    |